# Jan Monchaux
Jan Monchaux (Blois, 4 giugno 1978) è un ingegnere francese, da luglio 2019 ad agosto 2023 direttore tecnico dell'Alfa Romeo.

## Biografia

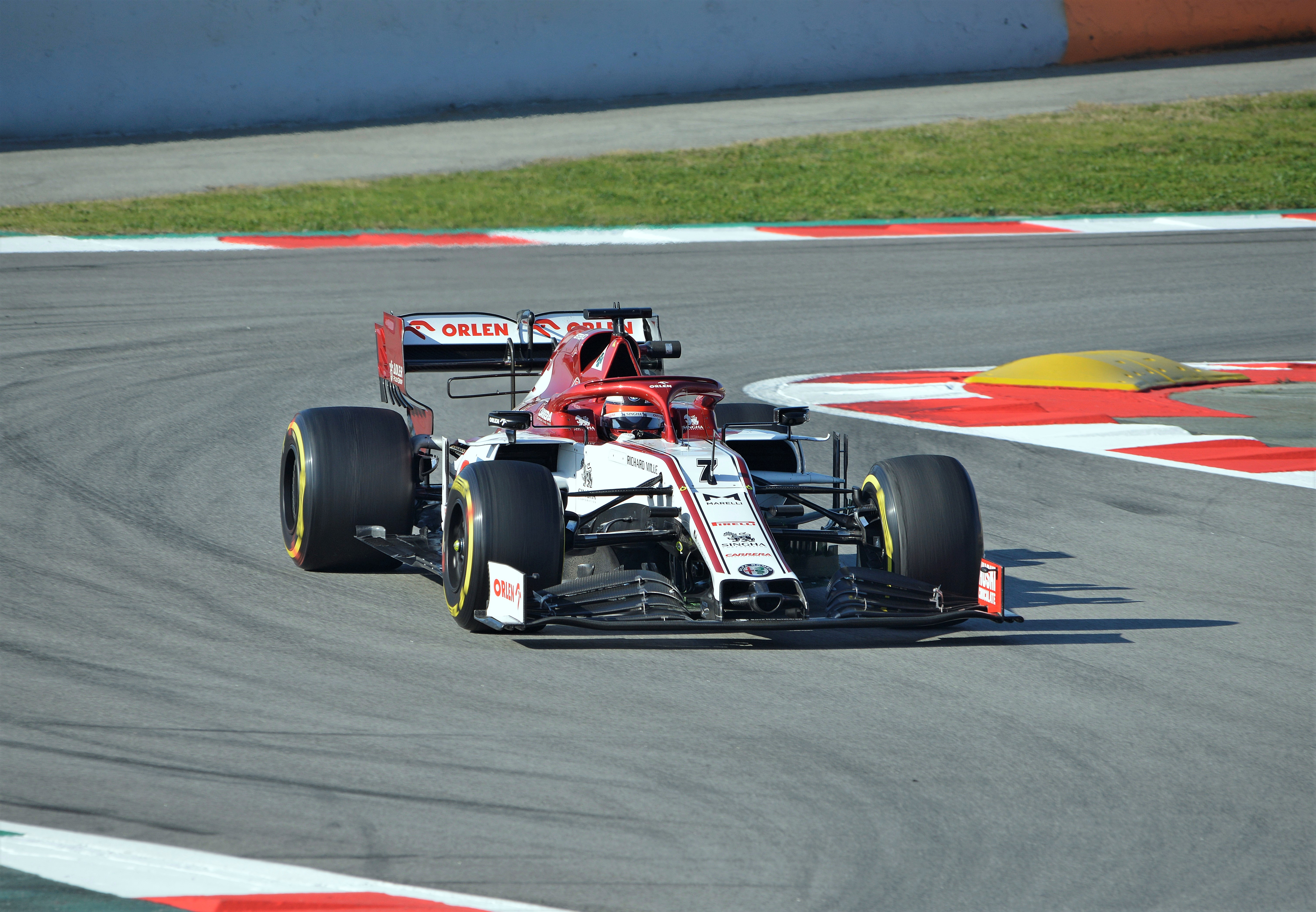
Alfa Romeo Racing C39 progettata sotto la direzione di Monchaux

Monchaux si è laureato in aerodinamica alla scuola nazionale di aerodinamica di Tolosa e ha studiato anche all'Imperial College di Londra. Ha iniziato la sua carriera in Formula 1 nel 2002 per la Toyota, dove è stato responsabile dell'aerodinamica fino al 2009, concentrando il suo lavoro nell'ex base del team a Colonia. Tra gennaio 2010 e dicembre 2012, Monchaux ha lavorato in Ferrari, come responsabili nel dipartimento di aerodinamica. All'inizio del 2013 è andato in Audi, come responsabile del reparto aerodinamico e vi rimane fino a quando, nell'aprile 2018, viene annunciato il suo trasferimento alla Sauber (che diventa in seguito Alfa Romeo), dove diventa responsabile dell'aerodinamica del team svizzero. Il 17 luglio 2019, l'Alfa Romeo Racing ha annunciato che Monchaux avrebbe sostituito Simone Resta come direttore tecnico del team.